# 鄂栋臣

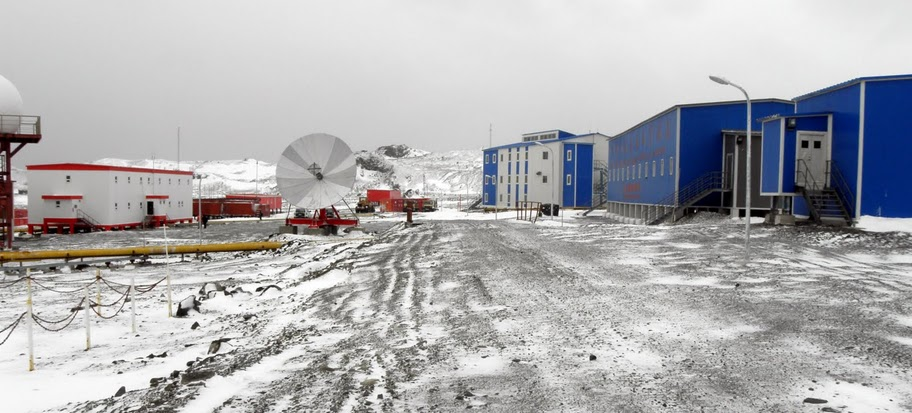
長城站(拍摄于2011年)

鄂栋臣（1939年7月15日—2019年2月21日），江西省广丰县人。武汉大学教授、博士生导师，中国南极测绘研究中心主任。被誉为“中国极地测绘之父”。

## 生平
1939年出生于江西广丰县，1954年小学毕业后，鄂栋臣考上了广丰中学，1960年考取了武汉测绘学院（现武汉大学）攻读天文大地测量专业。曾担任中国首次南极科学考察队队长。从1984年10月开始，先后5次赴南极科考，4次赴北极并曾到达北极点考察。